# شرلی فرانکو
شرلی فرانکو رودریگز (اسپانیایی: Shirley Franco Rodríguez‎; اسپانیایی: [ʃiɾˈlej]؛ زادهٔ ۴ ژوئن ۱۹۸۷) یک دانشمند علوم سیاسی و سیاستمدار اهل بولیوی است که از سال ۲۰۱۵ تا ۲۰۲۰ به‌عنوان یکی از اعضای فهرست انتخاباتی مجلس نمایندگان از کوچابامبا به خدمت مشغول بوده‌است. او قبلاً از سال ۲۰۱۰ تا ۲۰۱۴ نیز در شورای شهرداری کوچابامبا خدمت کرده‌است.
فرانکو که در بحبوحهٔ درگیری‌های اجتماعی اوایل تا اواسط دههٔ ۲۰۰۰ بزرگ شد، یک سال پس از فارغ‌التحصیلی از دانشگاه، وارد عرصهٔ سیاست شد. او در سال ۲۰۰۹ به جبههٔ وحدت ملی پیوست و وارد رقابت برای کسب کرسی در مجلس نمایندگان شد، اما موفق به کسب کرسی نشد. با این حال، او از این شکست ناامید نشد و در انتخابات محلی سال بعد نتایج بهتری را کسب کرد و موفق به کسب یک کرسی در شورای شهرداری کوچابامبا شد.
فرانکو در سال ۲۰۱۴ به عرصهٔ سیاست در سطح ملی بازگشت و به‌عنوان نمایندهٔ ائتلاف وحدت دموکراتیک در مجلس نمایندگان انتخاب شد و به یکی از جوان‌ترین نمایندگان پارلمان در مجلس قانونگذاری تبدیل شد. فرانکو در میانای پراکندگی گروه‌های مخالف در مجلس قانونگذاری، از حزب وحدت ملی جدا شد و به جنبش سوسیال دموکرات پیوست. این جنبش در سال ۲۰۱۹ فرانکو را به‌عنوان معاون اسکار اورتیز و برای همراهی او نامزد کرد. فرانکو که در تلاش برای دستیابی به جایگاه معاونت ریاست‌جمهوری با شکست مواجه شد، به‌دنبال انتخاب مجدد در انتخابات عمومی زودهنگام ۲۰۲۰ بود، اما همزمان با خروج حزبش از رقابت‌ها، نامزدی او نیز باطل شد. فرانکو به‌عنوان یکی از گزینه‌های محتمل برای شهرداری کوچابامبا شناخته می‌شد؛ با این حال از نامزد شدن در انتخابات خودداری کرد.

## اوایل زندگی و فعالیت سیاسی
شرلی فرانکو در ۴ ژوئن ۱۹۸۷ متولد شد. او در میان چهار فرزند خانواده، سومین فرزند بود و پدرش رائول فرانکو و مادرش لیبرتاد رودریگز بودند. خانوادهٔ او، خانواده‌ای متوسط اهل کوچابامبا بودند. او پیش از رفتن به دانشگاه عالی سن سایمون، تحصیلات ابتدایی و متوسطهٔ خود را در مؤسسهٔ آمریکایی شهر به پایان رساند. او در سال ۲۰۰۸ با مدرک کارشناسی علوم سیاسی از دانشگاه سن سایمون فارغ‌التحصیل شد. در سال‌های بعد، فرانکو تحصیلات تکمیلی خود را در دانشگاه واله و دانشگاه سالامانکا به پایان رساند و دو مدرک کارشناسی ارشد در زمینه‌های حکومت‌داری و مدیریت سیاسی و سیاست‌گذاری عمومی شهرداری و انسجام اجتماعی را دریافت کرد. علاوه بر این، او دوره‌های تحول سیاسی را در مؤسسه بین‌المللی دموکراسی و کمک در انتخابات به پایان رساند.
فرانکو متعلق به نسلی از فعالان شهری است که در مخالفت با جنبش حاکم برای سوسیالیسم وارد عرصهٔ سیاست شدند. در فضای قطبی‌شدهٔ اواخر دههٔ ۲۰۰۰—دوره‌ای که مشخصهٔ آن بازسازی سیاسی پس از فروپاشی احزاب سیاسی سنتی بود—شخصیت‌هایی مانند فرانکو به قهرمان بسیج‌های مردمی ضد دولتی تبدیل شدند؛ به ویژه در کوچابامبا که از جامعه‌ای به‌شدت متنوع برخوردار بود و در سال ۲۰۰۷ ناآرامی‌های اجتماعی در آن به اوج خود رسیده بود. با توسعه یافتن احزاب اپوزیسیون جدید، بسیاری از این احزاب این جنبش‌های زنان و جوانان شهری را در صفوف خود قرار دادند.
تمایلات لیبرال و سوسیال دموکراتیک فرانکو به نوبهٔ خود او را به پیوستن به جبهه وحدت ملی سوق داد؛ جبهه‌ای که در سال ۲۰۰۹ او را به‌عنوان نمایندهٔ بیست و سوم کوچابامبا به‌عنوان عضو جایگزین در مجلس نمایندگان نامزد کرد. اگرچه فرانکو در آن مناقصه ناموفق بود، اما همچنان به همکاری خود با حزب ادامه داد و در سال بعد به نمایندگی از آن به شورای شهرداری کوچابامبا راه یافت. فرانکو که در زمان تحلیف خود ۲۲ سال داشت، چهار سال دیگر نیز به‌عنوان مشاور شهرداری خدمت کرد تا اینکه در سال ۲۰۱۴ استعفا داد تا برای دومین بار برای راه‌یابی به عرصهٔ سیاست ملی تلاش کند.

## مجلس نمایندگان

### انتخابات
با شروع مبارزات انتخاباتی عمومی در سال ۲۰۱۴، فرانکو نامزدی خود را اعلام کرد تا به نمایندگی از ائتلاف وحدت دموکراتیک (UD)، که ائتلافی بین جبههٔ وحدت ملی و جنبش سوسیال دموکراتیک (MDS) بود، برای کسب یک کرسی در مجلس نمایندگان وارد رقابت در عرصهٔ انتخابات شود. او در صدر فهرست انتخاباتی ائتلاف وحدت دموکراتیک در بخش کوچابامبا قرار گرفت و برای تصدی این سمت انتخاب شد و به یکی از جوان‌ترین اعضای گروه مخالفان تبدیل شد که مشخصهٔ آن تعداد بالای قانون‌گذاران زن جوان بود.

### تصدی
فرانکو در طول مدت تصدی در پارلمان، سه لایحهٔ مهم را ارائه کرد که دو لایحهٔ مرتبط با بهداشت، یکی با هدف افزایش توجه دولت به افراد مبتلا به دیابت و دیگری با تمرکز بر تهیهٔ درمان‌های جدید برای سرطان دهانه رحم از جملهٔ آن‌ها بودند. با این حال، قابل توجه‌ترین پیشنهاد او مربوط به سال ۲۰۱۶ بود، که شامل لایحه‌ای برای تصویب مجازات آزار و اذیت خیابانی با حداکثر هشت ساعت بازداشت توسط پلیس و جریمهٔ ۵۰۰ بولیویانو می‌شد. فرانکو منتقد سرسخت قانون شمارهٔ ۳۴۸ بولیوی بود که به ظاهر حقوق مدنی و سیاسی زنان را تضمین می‌کند و این‌طور استدلال می‌کرد که علاوه بر کمبود منابع عمومی برای اجرا، این قانون نتوانسته‌است به رسیدگی به مسائل عمدهٔ زنان نیز کمک کند. او به‌ویژه اظهار کرده‌است که برای جلوگیری از آزار و اذیت کلامی، کاهش شکاف جنسیتی دستمزدها، افزایش دسترسی و ماندگاری زنان در آموزش و اطمینان از آموزش یکسان مهارت‌ها به دختران و پسران، باید تغییرات فرهنگی وضع شود. لایحهٔ فرانکو در مورد آزار و اذیت خیابانی به‌عنوان بخشی از اصلاحات دولت در سال ۲۰۱۷ در قانون مجازات گنجانده شد، اما کل قانون در نهایت به‌دلیل اعتراض به بخش‌های غیرمرتبط لغو شد. با این وجود، فرانکو بعداً از اینکه حداقل یک بحث ملی را در این زمینه آغاز کرده‌است، ابراز خرسندی کرد.
فرانکو، علیرغم ورود به پارلمان به‌عنوان یکی از حامیان حزب وحدت ملی، روابط خود را با دیگر بخش اصلی وحدت دموکراتیک، یعنی جنبش سوسیال دموکراتیک نیز تقویت کرد، و به گفتهٔ معاون این حزب، جیمنا کوستا، مشاهده شده‌است که او از نخستین روز حضورش در اداره، در جلسات داخلی حزب شرکت کرده‌است. رابطه بین حرب وحدت ملی و جنبش سوسیال دموکراتیک «در نخستین روزی که آنها (قانونگذاران) در سال ۲۰۱۵ بر کرسی‌های خود نشستند، پایان یافت» و بسیاری از کارهای فرانکو به ناچار به مبارزه با گروه بی‌ضابطه و بی‌نظمی که به‌واسطهٔ این اختلافات داخلی ایجاد شده بود، اختصاص یافت. با نزدیک شدن به پایان دورهٔ تصدی او، و با در پیش بودن انتخابات عمومی ۲۰۱۹، این مسائل با شکاف میان حزب وحدت ملی و جنبش سوسیال دموکراتیک بر سر اینکه چه کسی باید گزینهٔ این ائتلاف برای نامزدی در انتخابات ریاست‌جمهوری باشد، برجسته‌تر شد. در نهایت، اسکار اورتیز از جنبش سوسیال دموکراتیک به‌عنوان نامزد ریاست‌جمهوری ائتلاف تازه‌تاسیسی با نام «بولیوی می‌گوید نه» (BDN) معرفی شد، در حالی که ساموئل دوریا مدینا، رهبر حزب وحدت ملی، خروج کامل حزب خود از رقابت را اعلام کرد. فرانکو مدعی شد که این تصمیم در همکاری با نمایندگان فعلی حزب وحدت ملی در پارلمان مورد بحث قرار نگرفته‌است و این موضوع باعث شد که او رسماً از این حزب جدا شود.
در اوایل سال ۲۰۱۹ و در جریان انتخابات سالانهٔ داخلی برای رهبری وحدت دموکراتیک، فرانکو نامزدی خود را برای ریاست این گروه اعلام کرد و وارد رقابت با نامزد از پیش منتخب وحدت ملی، ماریا یوجنیا کالسینا شد. در یک جلسه پرحاشیه، فرانکو با آرای حمایتی جنبش سوسیال دموکراتیک انتخاب شد که باعث تحکیم جدایی او از حزب وحدت ملی شد. نزدیک شدن فرانکو به جنبش سوسیال دموکراتیک زمانی سودمند بود که در ماه ژوئیه، ادوین رودریگز، معاون اورتیز، به‌طور ناگهانی از رقابت کنار گذاشته شد و پراکندگی احتمالی آراء به نفع حزب حاکم، به‌عنوان دلیل این تصمیم اعلام شد. در حالی که ائتلاف بولیوی می‌گوید نه برای انتخاب یک نامزد جدید برای نخست‌وزیری تلاش می‌کرد، نام فرانکو به عنوان یکی از رقبای مهم معرفی شد. پس از محدود کردن فهرست نامزدهای احتمالی به سه نامزد نهایی، فرانکو برای همراهی اورتیز در بلیت این ائتلاف انتخاب شد. با این حال و در نهایت، جذابیت فرانکو به‌واسطهٔ جوان بودنش نتوانست شانس انتخاباتی این ائتلاف را به‌طور قابل توجهی تقویت کند و این ائتلاف در روز انتخابات جایگاه چهارم را کسب کرد.
در مواجهه با موفقیت فاجعه‌بار چهار درصدی در نظرسنجی‌ها، چشم‌انداز جنبش سوسیال دموکراتیک به سرعت بازگشت، زیرا اتهامات تقلب در انتخابات باعث فروپاشی دولت اوو مورالس و الحاق جانین آنیس، سناتور جنبش سوسیال دموکراتیک، به ریاست‌جمهوری شد. با در رأس قرار گرفتن آنیس، این حزب مجدداً کمپین خود را برای انتخابات عمومی ۲۰۲۰ آغاز کرد. در کوچابامبا، جنبش سوسیال دموکراتیک در تلاش برای تصدی فرانکو برای دومین دوره در مجلس نمایندگان، او را در انتخابات نامزد کرد. با این حال، نامزدی او همراه با نامزدی کل برگهٔ پارلمانی حزب پس از تصمیم آنیس برای کناره‌گیری از رقابت، باطل شد. فرانکو مدت کوتاهی پس از پایان دورهٔ تصدی خود، به‌عنوان نامزد شهرداری کوچابامبا از جنبش سوسیال دموکراتیک معرفی شد، اما به دلیل «تفرق شدید» آراء به نفع حزب حاکم از شرکت در انتخابات خودداری کرد.

### وظایف در کمیسیون‌های مجلس
- کمیسیون برنامه‌ریزی، سیاست اقتصادی و مالی
  - کمیتهٔ علم و فناوری (۲۰۱۵–۲۰۱۷)[۲۶][۲۷]
- سازمان منطقه‌ای کمیسیون ایالت‌ها و مناطق خودمختاری
  - کمیتهٔ خودمختاری دپارتمان (۲۰۱۷–۲۰۱۸)[۲۸]
- کمیسیون اقتصاد، تولید و صنعت متکثر
  - کمیتهٔ کشاورزی و دامپروری (۲۰۱۸–۲۰۱۹)[۲۹]
- کمیسیون قانون اساسی، قانونگذاری و نظام انتخاباتی
  - کمیتهٔ دموکراسی و نظام انتخاباتی (۲۰۱۹–۲۰۲۰)[۳۰]

## تاریخچهٔ انتخاباتی
| سال                                              | منصب          | حزب | حزب                   | ائتلاف | ائتلاف           | آراء       | آراء       | آراء       | نتیجه   | م.           |
| سال                                              | منصب          | حزب | حزب                   | ائتلاف | ائتلاف           | مجموع      | ٪          | ج.         | نتیجه   | م.           |
| ------------------------------------------------ | ------------- | --- | --------------------- | ------ | ---------------- | ---------- | ---------- | ---------- | ------- | ------------ |
| ۲۰۰۹                                             | قائم مقام جزء |     | جبهه وحدت ملی         |        | اجماع و وحدت ملی | ۷٬۴۷۲      | ۸٫۶۹٪      | سوم        | بازنده  | [ ۳۱ ]       |
| ۲۰۱۰                                             | مشاور         |     | جبهه وحدت ملی         |        | کل کوچابامبا     | ۱۰۸٬۶۳۰    | ۳۹٫۴۷٪     | اول        | پیروز   | [ ۳۲ ] [ α ] |
| ۲۰۱۴                                             | نماینده       |     | جبهه وحدت ملی         |        | وحدت دموکراتیک   | ۱۸۶٬۳۴۶    | ۱۹٫۵۰٪     | دوم        | پیروز   | [ ۳۳ ] [ α ] |
| ۲۰۱۹                                             | نخست‌وزیر      |     | جنبش سوسیال دموکراتیک |        | بولیوی می‌گوید نه | ۲۶۰٬۳۱۶    | ۴٫۲۴٪      | چهارم      | باطل‌شده | [ ۳۴ ]       |
| ۲۰۲۰                                             | نماینده       |     | جنبش سوسیال دموکراتیک |        | با یکدیگر        | کنار کشیده | کنار کشیده | کنار کشیده | بازنده  | [ ۲۳ ]       |
| منبع: سازمان چندگانه انتخاباتی \| اطلس انتخاباتی |               |     |                       |        |                  |            |            |            |         |              |

### یادداشت
1. 1 2  معرفی‌شده در یک فهرست انتخاباتی. داده‌های نمایش‌یافته نشانگر سهم از آرائی است که کل حزب/ائتلاف در آن حوزهٔ انتخابیه کسب کرده‌است.

### کتابشناسی
- Romero Ballivián, Salvador (2018).  Quiroga Velasco, Camilo Sergio (ed.). Diccionario Biográfico de Parlamentarios 1979–2019 (به اسپانیایی) (2nd ed.). La Paz: Fundación de Apoyo al Parlamento y la Participación Ciudadana; Fundación Konrad Adenauer. p. 237. ISBN 978-99974-0-021-5. OCLC 1050945993 – via ResearchGate.